# 老橡树酒馆
《老橡树酒馆》（英語：The Old Oak）是2023年上映的剧情片，英国、法国、比利时三国合拍，由肯·洛區执导，保罗·拉弗蒂编剧。电影于2023年5月26日在第76屆坎城影展全球首映，同时参与电影节金棕榈奖角逐。2023年9月29日在英国上映，由频道制片公司负责发行。

## 梗概
TJ·巴兰坦在達勒姆郡一个昔日繁荣的矿区开了一家酒馆，这家酒馆虽然经营惨淡，但是镇上人民唯一一个可以彼此见面的公共空间。与此同时，叙利亚难民的大量涌入，让当地气氛逐渐变得剑拔弩张。尽管如此，巴兰坦还是其中一位难民女孩雅拉建立了友谊。
在英国东北部，由于煤矿关闭而导致失业的地区，叙利亚难民的到来将导致人口分裂。
当载着即将在小镇定居的难民家庭的巴士抵达时，一些居民的敌意显而易见。年轻的叙利亚人雅拉热衷于摄影，她经常拍照，这让当地人很恼火，相机在抢夺过程中掉落在地上摔坏了。
“老橡树”酒吧的老板 TJ巴兰坦 对难民相当宽容，这让他的一些常客感到不高兴。他的酒吧状况很糟糕，但他没有钱修理。尽管如此，他还是找到了一种方法来帮助雅拉修理她珍贵的相机。
送给难民的二手物品引起了居民的烦恼，其中一些人非常贫困，难以满足基本需求。
老橡树的后室令人羡慕，因为它是小镇上唯一能够举办会议的房间。但它的状况很差，由于已经很长时间没有使用，管道和电力都停了，TJ 拒绝将自己的房间借给他的常客，因为他们想在难民抵达该镇时在那里组织一次会议。
雅拉因其摄影师才华而脱颖而出，她记录小镇日常生活的照片很受欢迎。而面对部分民众寻找食物遇到的困难，亚拉和参与帮助难民的志愿者劳拉决定在酒吧后室组织免费的社区餐。许多居民共同努力修复房间。
几餐都在非常好的气氛中进行。但一天晚上，灾难降临：管道突然故障，电气装置也被毁坏。社区聚餐不再进行。不久之后，一名居民谨慎地告诉 TJ，管道虽然恶化，但属于人为破坏，一小群酒吧常客在晚上来破坏管道。TJ非常生气，尤其是因为他认识其中一些头目很长时间了。
雅拉、她的母亲和她的兄弟姐妹收到了非常坏的消息：她们被囚禁在叙利亚的丈夫和父亲已经去世。许多居民自发前来按门铃表达支持。

## 演员
- 大卫·坦纳（Dave Turner）饰 TJ·巴兰坦（TJ Ballantyne）
- 厄布拉·玛丽（Ebla Mari）饰 亚拉（Yara）
- 克莱尔·罗德格森（Claire Rodgerson）饰 劳拉（Laura）
- 特雷弗·福斯（Trevor Fox）饰 查理（Charlie）
- 克里斯·麦克格莱德（Chris McGlade）饰 维克（Vic）
- 科尔·泰特（Col Tait）饰 埃迪（Eddy）
- 乔丹·路易斯（Jordan Louis）饰 加里（Garry）
- 克里斯茜·罗宾逊（Chrissie Robinson）饰 艾丽卡（Erica）
- 克里斯·戈茨（Chris Gotts）饰 雅法·凯克（Jaffa Cake）
- 简·帕特森（Jen Patterson）饰 玛吉（Maggie）
- 亚瑟·奥斯雷（Arthur Oxley）饰 亚奇（Archie）
- 乔·阿姆斯特朗（Joe Armstrong）饰 乔（Joe）
- 安迪·道森（英语：Andy Dawson (podcaster)） 饰 米奇（Micky）
- 麦西·彼得斯（Maxie Peters）饰 汤米（Tommy）
- 黛比·哈尼伍德（Debbie Honeywood）饰 坦妮娅（Tania）
- 尼尔·莱珀（Neil Leiper）饰 洛可（Rocco）

## 制作
电影把故事舞台及取景地设在英国西北部。年过八旬的导演洛奇向媒体表示电影“很可能”是他最后一部作品。电影制片方包括英国的Sixteen Films、频道制片公司及BBC電影，法国的为什么不制片，以及比利时的河流电影。剧本则由保罗·拉弗蒂创作，丽贝卡·奥布莱恩出任制片人，乔治·芬顿负责配乐。
拍摄工作于2022年5月启动，为期六个星期。取景地包括達勒姆郡的默顿、霍登和伊辛顿，其中有达勒姆座堂。片中的老橡树酒店为默顿的一座废弃酒馆，原名为“维多利亚”（The Victoria）。

## 发行
电影于2023年5月26日在第76屆坎城影展全球首映，同时参与电影节金棕榈奖角逐。入选第28届釜山国际电影节“Icon”单元，于2023年10月5日放映。
频道制片公司英国负责电影在英国及爱尔兰的发行工作，于2023年9月29日上映。法国定档2023年10月25日，由协议负责发行。

## 反响
根据評論匯總网站爛番茄汇总的47篇评论文章，74%的评论家给予该作正面评价，平均打分为6.5分（满分10分）。该网站总结的评论家共识是“《老橡树酒馆》充满肯·洛奇过往电影作品中强烈的人文精神，为他非凡的职业生涯提供了一个恰当的结局，尽管有些伤感。” 在Metacritic上，根據12位影評人給予62分（滿分100分），這部電影獲得了「普遍好評」。

### 奖项与提名
| 大奖                   | 颁奖日期       | 奖项                   | 获得者         | 结果 | 参考   |
| ---------------------- | -------------- | ---------------------- | -------------- | ---- | ------ |
| 戛纳电影节             | 2023年5月27日  | 金棕榈奖               | 肯·洛區        | 提名 | [ 14 ] |
| 萨德伯里国际电影节     | 2023年9月28日  | 观众票选奖最佳影片     | 肯·洛區        | 獲獎 | [ 21 ] |
| 卡尔加里国际电影节     | 2023年10月3日  | 特别展映计划观众票选奖 | 肯·洛區        | 獲獎 | [ 22 ] |
| 巴利亚多利德国际电影节 | 2023年10月28日 | 金斯派克奖             | 《老橡树酒馆》 | 提名 | [ 23 ] |
| 巴利亚多利德国际电影节 | 2023年10月28日 | 最佳男主角             | 戴夫·特纳      | 獲獎 | [ 24 ] |
| 巴利亚多利德国际电影节 | 2023年10月28日 | 观众票选奖             | 《老橡树酒馆》 | 獲獎 | [ 24 ] |
| 盧米埃獎               | 2024年1月22日  | 最佳国际合拍片         | 《老橡树酒馆》 | 待定 | [ 25 ] |